# جايسون سامبسون
جايسون سامبسون (بالإنجليزية: Jason Sampson)‏ هو فنان قتال مختلط أمريكي، ولد في 21 فبراير 1982 في دالاس في الولايات المتحدة.

## وصلات خارجية
- جايسون سامبسون على موقع بيلاتور (الإنجليزية)
- جايسون سامبسون على موقع شيردوغ (الإنجليزية)
- جايسون سامبسون على موقع IMDb (الإنجليزية)